# Municipio de Seward (Minnesota)
El municipio de Seward (en inglés: Seward Township) es un municipio ubicado en el condado de Nobles en el estado estadounidense de Minnesota. En el año 2010 tenía una población de 208 habitantes y una densidad poblacional de 2,25 personas por km².

## Geografía
El municipio de Seward se encuentra ubicado en las coordenadas 43°47′59″N 95°37′52″O / 43.79972, -95.63111. Según la Oficina del Censo de los Estados Unidos, el municipio tiene una superficie total de 92.45 km², de la cual 92,14 km² corresponden a tierra firme y (0,34 %) 0,31 km² es agua.

## Demografía
Según el censo de 2010, había 208 personas residiendo en el municipio de Seward. La densidad de población era de 2,25 hab./km². De los 208 habitantes, el municipio de Seward estaba compuesto por el 98,56 % blancos, el 1,44 % eran asiáticos. Del total de la población el 0,48 % eran hispanos o latinos de cualquier raza.